# Саванна Сэмсон
Саванна Сэмсон (англ. Savanna Samson), настоящее имя Натали Оливерос (англ. Natalie Oliveros; род. 14 октября 1967 года, Рочестере, Нью-Йорк, США) — американская порноактриса. Обладатель нескольких премий AVN Awards, большую часть карьеры провела в сотрудничестве с Vivid Entertainment. Она также является владельцем собственной порностудии Savanna Samson Productions. Уроженка штата Нью-Йорк, Сэмсон пришла в порноиндустрию в 2000 году и с тех пор снялась в более чем 100 фильмах. В 2011 году Саванна Сэмсон была включена в Зал славы AVN Awards.
Саванна Сэмсон также участвовала во множестве телевизионных шоу, таких как Saturday Night Live, The Daily Show и «Студия 30». Помимо съёмок в порнофильмах, она ведет разделы секс-советов на сайтах и в журналах, работает радиоведущей и политическим корреспондентом, имеет контракт со звукозаписывающей компанией E1 Music и основала компанию по производству вина Savanna Samson Wines.

## Биография

### Ранние годы
Натали выросла в католической семье в городе Уотертаун (штат Нью-Йорк), где была одной из 5 дочерей. В возрасте 6 лет она начала танцевать и в семнадцатилетнем возрасте переехала в Нью-Йорк, чтобы начать карьеру балерины. Однако вскоре забросила эту затею, так как, по её словам, «не была достаточно хороша». По рекомендации своей сестры, работавшей в стрип-баре Scores на Манхэттене, Натали устроилась туда танцовщицей. Когда она начала работать в клубе, то планировала выступать под своим настоящим именем, однако там уже была танцовщица Натали, поэтому Оливерос взяла себе псевдоним Саванна в честь персонажа из фильма «Повелитель приливов». Позже, когда Саванна стала сниматься для Vivid, она узнала, что уже была порноактриса Саванна, покончившая жизнь самоубийством, поэтому добавила фамилию Сэмсон (в честь библейского персонажа), чтобы отличаться от неё.

### Карьера порноактрисы
Сэмсон пришла в порноиндустрию довольно поздно — в 2000 году в 33-летнем возрасте. Муж Дэниель предложил ей сняться в порнофильме, и Саванна написала письмо итальянскому порноактёру и режиссёру Рокко Сиффреди с просьбой поработать с ней. Она не думала, что Сиффреди согласится, но тот позвонил ей через три месяца и предложил приехать в Париж на съёмки. Первоначально Сэмсон думала, что поедет в Европу, снимется, осуществит свою фантазию и никто из её знакомых никогда не узнает об этом. Однако первый порнофильм с её участием Rocco Meats An American Angel In Paris получил номинацию «Лучший зарубежный релиз» на премию AVN Awards. Саванну пригласили участвовать в шоу The Howard Stern Show и Entertainment Tonight и о её порнокарьере узнали её родственники. В 2006 году она рассказала: «Родители были шокированы моим выбором карьеры». После съёмки в дебютном фильме у Саванны началась «порнолихорадка» и она решила продолжать сниматься, так как ей нравилось заниматься сексом с незнакомыми людьми: «Эти несколько минут, когда я работаю с кем-то, я люблю своего партнёра. Поэтому мне хорошо, когда я это делаю». В ноябре 2000 года Сэмсон исполнила небольшую роль в эпизоде Better Days сериала Ed.
В апреле 2002 года Сэмсон подписала многолетний эксклюзивный контракт с крупнейшей мировой студией по производству порнофильмов — Vivid Entertainment. Порноактриса продолжала жить в Нью-Йорке и летала на съемки фильмов в Калифорнию. Съёмки в Vivid очень сильно отличались от её дебютной работы. Если в фильме с Рокко была «интимная обстановка», когда на съёмочной площадке была только она, Рокко и его кузен, то на съёмках в Vivid участвовало много людей, у неё была определённая роль и диалоги. Сцены секса вплетались в сюжетную линию, что очень понравилось Сэмсон. В 2003 году Саванна стала одной из трёх девушек Vivid, чьи биографии и фотографии были размещены в журнале Vanity Fair в рамках ежегодного обзора шоу-бизнеса. Их профили были размещены рядом с биографиями других работников индустрии развлечений, таких как Дэниел Дэй-Льюис и Джулианна Мур, а съёмки фотографий, которые были опубликованы на двух страницах, проходили в доме Элтона Джона на Французской Ривьере. Она также была одной из девушек Vivid, написавших текст для книги How to Have a XXX Sex Life: The Ultimate Vivid Guide, которая была опубликована 20 июля 2004 года издательством ReganBooks. Сэмсон участвовала в продвижении книги, выступив в шоу The O’Reilly Factor и The Howard Stern Show. В мае 2004 года Саванна присоединилась к нескольким другим порноактрисам, став ведущей одного из разделов на сайте AVNInsider.com. На церемонии AVN Awards 2004 года она стала победительницей в номинациях «Лучшая актриса — Фильм» и «Лучшая сцена группового секса — Фильм» за роль в фильме Looking In, который вышел в 2003 году.

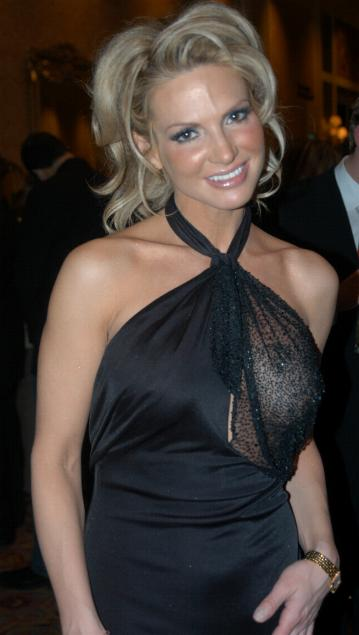
Саванна Сэмсон на AVN Awards — 2005

В 2005 году Саванна вместе с Теа Видале стала ведущей церемонии награждения AVN Awards, где она также получила награды в номинациях «Лучшая сцена лесбийского порно — Фильм» и «Лучшая сцена группового секса — Фильм». В феврале 2005 года Сэмсон стала соведущей еженедельного музыкального и ток-шоу на интернет-радио Electric Eye Radio. На церемонии AVN Awards 2006 года за роль Мисс Джонс в высокобюджетном фильме The New Devil in Miss Jones она получила награды в номинациях «Лучшая актриса — Фильм» и «Лучшая сцена лесбийского порно — Фильм». Во время своего выступления на церемонии она высказалась о важности поддержки от родных, сказав: «Большая часть моей семьи стыдится того, чем я занимаюсь».
В начале 2005 года Сэмсон объявила, что основывает свою собственную порностудию — Savanna Samson Productions, которая будет выпускать один фильм в год. Эксклюзивным дистрибьютором продукции студии стала компания Vivid. В 2006 году в статье газеты The New York Times было опубликовано, что порноактриса зарабатывает от 20 000 до более чем 100 000 долларов за один фильм в зависимости от продаж. Она также продлила свой контракт с Vivid до 2011 года. Сэмсон продолжила появлялась в разнообразных телевизионных шоу, таких как The Tyra Banks Show, The Dr. Keith Ablow Show, Secret Lives of Women и Saturday Night Live. В конце 2006 года Саванна снялась в фильме Flasher, за роль в котором получила три номинации на премию AVN Award. В картине Сэмсон сыграла Глорию — молодую девушку, которая хочет все время быть в центре внимания, однако этому всегда препятствует её мать. Будучи одной из самых возрастных девушек Vivid, она думала, что не сможет побороться за роль дочери и ей дадут роль матери. Однако роль дочери досталась именно Саванне, а роль её матери исполнила Кара Лотт. В том же году она исполнила роль камео в гей-порно La Dolce Vita, за которую на церемонии GayVN Award 2007 года получила награду в номинации «Лучшее исполнение не связанное с сексом». Момент награждения Саванны позже был показан в серии Prison + Porn = Fun for Everyone реалити-шоу Kathy Griffin: My Life on the D-List. Сама Кэти Гриффин так охарактеризовала это награждение: «Как много людей могут сказать: „Я снималась в гей-порно, но не занималась сексом. Я всего лишь играла роль“?». В июне 2007 года студия Savanna Samson Productions выпустила свой первый фильм Any Way You Want Me — интерактивное видео, режиссёром и актёром в котором выступила сама Сэмсон. В этом же году она впервые снялась с темнокожим партнёром в фильме Savanna’s Been Blackmaled. Несмотря на то, что многие порноактрисы говорили, что это разрушит её карьеру, она настояла на съёмках в межрасовом порно: «Я люблю темнокожих и не хотела бы, чтобы меня ассоциировали с таким отношением к афроамериканцам»
. Саванна снялась в сиквеле фильма 1978 года Debbie Does Dallas — Debbie Does Dallas … Again, а также в видео о том, как снимался этот фильм, которое было показано на канале Showtime. За съёмки в этом фильме она получила награду AVN Award в номинации «Лучшая сцена группового секса — Фильм». В 2008 и 2009 годах она получила ещё несколько номинаций: «Лучшая актриса — Фильм», «Лучшая актриса — Видео» и «Лучшее интерактивное DVD» за дебютный фильм своей студии в 2008 году и «Лучшая актриса» в 2009 году за роль в фильме Miles from Needles.
В 2011 году у Саванны закончился контракт со студией Vivid и её последним фильмом стал Savanna Samson Is the Masseuse, за роль в котором она была номинирована на премию AVN в категории «Лучшая актриса». Однако она хотела бы закончить карьеру порноактрисы, снявшись в ещё одном фильме вместе с Рокко Сиффреди, с которым начинала свою карьеру. В 2011 году Сэмсон была введена в Зал Славы AVN Awards.
За свою карьеру, согласно Internet Adult Film Database, Сэмсон снялась более чем в 100 фильмах для взрослых, включая компиляции. Под её именем выпускаются сексуальные игрушки как для мужчин, так и для женщин.

### Другие проекты
В начале 2007 года Сэмсон подписала контракт со звукозаписывающей компанией Koch Records (сейчас E1 Music), которая предложила ей работу, после того как услышала её пение по радио. 3 мая 2007 года она появилась в качестве гостя на радио WNYC, где приняла участие в обсуждении радиосериала станции The Tristan Mysteries, поставленного по опере Рихарда Вагнера «Тристан и Изольда». Как большая поклонница Вагнера и порноактриса, Сэмсон заявила: «Думаю, что я в уникальном положении, чтобы обсуждать эмоциональные аспекты персонажей „Тристан и Изольды“ и оперы в целом». В апреле 2008 года Сэмсон стала политическим корреспондентом ночного ток-шоу Red Eye w/Greg Gutfeld на телеканале Fox News Channel. До этого она уже несколько раз появлялась в этом шоу и ведущий Грег Гатфильд так охарактеризовал её: «Саванна была на нашем шоу несколько раз, которые всегда были популярны как у нашей аудитории, так и у экспертов. Мы все рады, что она присоединится к нам, чтобы показать своё чувство юмора и дать проницательные комментарии о текущих политических событиях». В 2007 году Сэмсон также поддержала кандидатуру Рудольфа Джулиани на пост мэра Нью-Йорка. В интервью PAPERMAG.com она высказалась в поддержку его инициатив, введённых после террористических актов 11 сентября, а также правила 60/40 по очистке центра города от заведений для взрослых.
В сентябре 2008 года вышел её дебютный альбом Possession, который она представила на шоу Exxxotica в Нью-Йорке. Заглавный сингл альбома был написан самой Сэмсон во время её разрыва с мужем. Комментируя эту песню, она сказала: «Люди видят меня голой и занимающейся сексом и думают, что я легкодоступна, однако я доступна не более, чем Анджелина Джоли». Позже в этом месяце Саванна исполнила эпизодическую роль на The Daily Show, где сыграла ведущую Evening News канала CBS Кэти Курик в рекламе выдуманного приключенческого шоу. Когда Сэмсон появилась на шоу, она спросила корреспондента Daily Show Джейсона Джонса: «Эй, Джонс, ты действительно думаешь, что у тебя хватит смелости для этой истории?». В июне 2009 года она стала вести раздел секс-советов на развлекательном сайте для взрослых XCritic.com. Ранее Саванна писала в подобном разделе для журнала Men’s Fitness и сайта AdultFriendFinder.com. 22 октября 2009 года состоялся её дебют не в фильме для взрослых. Она снялась в эпизоде сериала «Студия 30» Into the Crevasse. В этой серии она сыграла порноверсию персонажа Тины Фей — Лиз Лемон. В конце 2010 года Саванна снялась в рекламном ролике сайта AshleyMadison.com, который руководство компании планировало показать во время Супер Боул XLV. Однако департамент по техническому регламенту телеканала FOX отказал в показе ролика из-за того, что в нём снималась порноактриса.
Сэмсон также снималась для таких журналов, как Vanity Fair, Penthouse, Leg Show, Steppin' Out, итальянской версии журнала Maxim и многих других.

### Виноделие

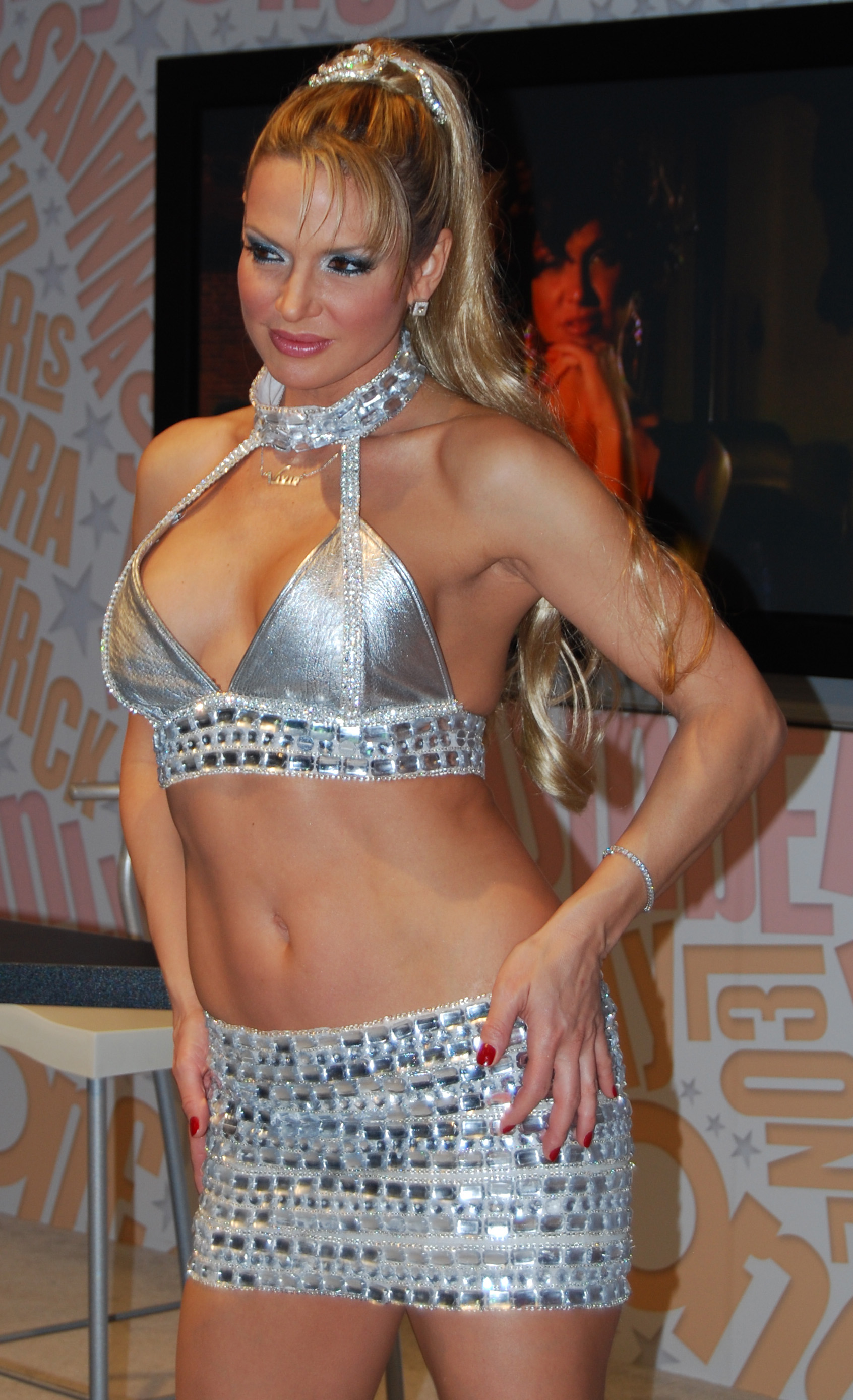
Сэмсон на AVN Adult Entertainment Expo — 2008

В 2005 году, во время отдыха в Тоскане (Италия), Сэмсон решила, что «сможет оставить след в этом мире», если займётся виноделием. Будучи женой виноторговца, она часто ездила в Италию и Францию и мечтала иметь собственное виноградарское хозяйство. Саванна ещё ребёнком часто помогала своей семье делать вино в подвале собственного дома.
Основав компанию Savanna Samson Wines, Сэмсон попросила итальянского винодела и консультанта Роберто Сипрессо помочь найти смесь сортов винограда, произрастающего рядом с Тосканой, чтобы производить вино с идеальным для неё ароматом. Вскоре они выбрали смесь (70 % Чезанезе , 20 % Санджовезе и 10 % Монтепульчано), из которой было произведено красное вино — Sogno Uno (рус. Мечта Один). С обратной стороны бутылки на этикетке напечатана фотография актрисы в прозрачной одежде и в обуви на высоких каблуках. Винный критик Роберт Паркер оценил вино в 90—91 балл из 100, описав его как «чрезвычайно хорошее». Торжественное представление продукта состоялось 27 февраля 2006 года в одном из ресторанов на Манхеттене. С 2007 года её компания стала производить ещё два вида вина: одно красное и одно белое.

## Личная жизнь
Работая в стрип-баре Scores, Саванна Сэмсон встретила своего будущего мужа Дэниеля, занимающегося продажей вина. Он вместе со своей девушкой посетил бар, и после того как пара увидела выступление Сэмсон, они предложили ей встретиться с ними вечером. После ужина, на котором присутствовало много людей, Саванна покинула заведение с девушкой, которая оказалась лесбиянкой. Девушки некоторое время встречались, но Сэмсон стала всё больше времени проводить с Дэниелем, и вскоре она вышла за него замуж. В 2002 году, незадолго до того как они развелись, у них родился сын — Лукино. В 2005 году Саванна и Дэниель вновь некоторое время встречались. В 2010 году её видели в ночном клубе вместе с парнем актрисы Снуки Джеффом Мирандой.
В 2012 году Сэмсон снялась в передаче канала ABC 20/20 True Confessions: Porn Star-Turned-Mom, в которой рассказала о своих отношениях с сыном, о том, знает ли он, что его мама порноактриса и как она расскажет ему об этом. В передаче была показана их повседневная жизнь: как она готовит ему еду, водит в школу и общается с мамами его одноклассников.
Саванна Сэмсон активная участница программ по борьбе со СПИДом. В 2004 году она стала спонсором AIDS Walk Team, участвовала в мемориальном турнире по гольфу Skylar Neil Memorial Golf Tournament, а в 2008 году участвовала в мероприятии в медицинском центре по борьбе со СПИДом в Нью-Йорке. Она считает продвижение безопасного секса важной целью в своей жизни.

## Премии
| Год  | Премия           | Номинация                               | Фильм                        | Результат |
| ---- | ---------------- | --------------------------------------- | ---------------------------- | --------- |
| 2004 | AVN Award        | Лучшая актриса                          | Looking In                   | Победа    |
| 2004 | AVN Award        | Лучшая сцена группового секса — Фильм   | Looking In                   | Победа    |
| 2005 | AVN Award        | Лучшая сцена лесбийского порно — Фильм  | The Masseuse                 | Победа    |
| 2005 | AVN Award        | Лучшая сцена группового секса — Фильм   | Dual Identity                | Победа    |
| 2005 | Eroticline Award | Лучшая эротическая актриса в мире       |                              | Победа    |
| 2006 | XRCO Award       | Лучшее сольное исполнение — Актриса     | The New Devil in Miss Jones  | Победа    |
| 2006 | AVN Award        | Лучшая актриса — Фильм                  | The New Devil in Miss Jones  | Победа    |
| 2006 | AVN Award        | Лучшая сцена лесбийского порно — Фильм  | The New Devil in Miss Jones  | Победа    |
| 2007 | GayVN Award      | Лучшее исполнение не связанное с сексом | Michael Lucas' La Dolce Vita | Победа    |
| 2008 | AVN Award        | Лучшая сцена группового секса — Фильм   | Debbie Does Dallas … Again   | Победа    |
| 2011 | AVN Award        | Введена в Зал Славы AVN Awards          |                              |           |

## Фильмография
| Год  |   | Русское название | Оригинальное название                     | Роль                     |
| ---- | - | ---------------- | ----------------------------------------- | ------------------------ |
| 2000 | в |                  | Rocco Meats an American Angel in Paris    |                          |
| 2002 | в |                  | Grand Opening                             | Джесси                   |
| 2002 | в |                  | Anything                                  |                          |
| 2002 | в |                  | Girl of My Dreams                         |                          |
| 2002 | в |                  | Big Blowout                               | Саванна                  |
| 2003 | в |                  | Where the Boys Aren't 16: Dark Angels     |                          |
| 2003 | в |                  | Where the Boys Aren't 17                  | Саванна                  |
| 2003 | в |                  | Dual Identity                             | Египтянка                |
| 2003 | в |                  | The Fetish Underground                    |                          |
| 2003 | в |                  | The Good Time Girl                        |                          |
| 2003 | в |                  | Looking In                                |                          |
| 2003 | в |                  | Savanna Scores                            |                          |
| 2003 | в |                  | Savanna Takes Control                     |                          |
| 2003 | в |                  | The Stable                                | Никки                    |
| 2003 | в |                  | Sweet Hearts                              |                          |
| 2003 | в |                  | The Wedding                               |                          |
| 2003 | в |                  | Woman Under Glass                         | Стриптизёрша             |
| 2003 | в |                  | Taya's Tales                              | Саванна                  |
| 2004 | в |                  | Room for Rent                             |                          |
| 2004 | в |                  | Scene Study                               |                          |
| 2004 | в |                  | Bare Stage                                |                          |
| 2004 | в |                  | Last Girl Standinge                       |                          |
| 2004 | в |                  | I Love This Business                      |                          |
| 2004 | в |                  | Jaded                                     |                          |
| 2004 | в |                  | Key Party                                 | Лори                     |
| 2004 | в |                  | Be with Me                                | Саванна                  |
| 2004 | в |                  | Poke Her                                  |                          |
| 2004 | в |                  | Wet Nursee                                | Медсестра Саванна Сэмсон |
| 2004 | в |                  | Adore                                     |                          |
| 2004 | в |                  | Tera Tera Tera                            |                          |
| 2004 | в |                  | The Masseuse                              | Хелен                    |
| 2005 | в |                  | Drive                                     |                          |
| 2005 | в |                  | Love Letters                              |                          |
| 2005 | в |                  | The Devil in Miss Jones                   | Мисс Джонс               |
| 2005 | в |                  | Freshness                                 |                          |
| 2005 | в |                  | Kiss Me Stupid                            |                          |
| 2005 | в |                  | The Work Place                            |                          |
| 2005 | в |                  | When Strangers Mee                        |                          |
| 2006 | в |                  | Just Do Me!                               |                          |
| 2006 | в |                  | Switch                                    |                          |
| 2006 | в |                  | Colors                                    |                          |
| 2006 | в |                  | 100% American Made                        |                          |
| 2006 | в |                  | Savanna's Secret                          |                          |
| 2006 | в |                  | Flasher                                   | Глория                   |
| 2006 | в |                  | La Dolce Vita                             | Николь Хантер            |
| 2007 | в |                  | Where the Boys Aren't 18                  |                          |
| 2007 | в |                  | Debbie Does Dallas... Again               | Мисс Джонс               |
| 2007 | в |                  | Savanna's Been Blackmaled                 |                          |
| 2007 | в |                  | Savanna Loves Sex                         |                          |
| 2007 | в |                  | Miles from Needles                        |                          |
| 2007 | в |                  | Rough Draft                               |                          |
| 2007 | в |                  | Any Way You Want Me                       |                          |
| 2007 | в |                  | Stood Up                                  | Сэмми                    |
| 2007 | в |                  | M.I.L.F.                                  |                          |
| 2008 | в |                  | Shooting Savanna                          |                          |
| 2008 | в |                  | Where the Boys Aren't 19: Arabian Nights  |                          |
| 2008 | в |                  | MILFwood USA                              | Тереза                   |
| 2008 | в |                  | Power                                     |                          |
| 2008 | в |                  | Gotcha!                                   |                          |
| 2008 | в |                  | Funny Bone                                |                          |
| 2008 | в |                  | 59 Seconds                                |                          |
| 2009 | в |                  | I Was a Teenage MILF                      |                          |
| 2009 | в |                  | Still a Teen Movie                        | Миссис Фейнголд          |
| 2009 | в |                  | MILF Stories                              |                          |
| 2009 | в |                  | Screwed Over                              |                          |
| 2009 | в |                  | Going Deep                                |                          |
| 2009 | в |                  | Blame It on Savanna                       |                          |
| 2010 | в |                  | Savanna's Been Blackmaled 2               | Джилл                    |
| 2010 | в |                  | Experience Required                       |                          |
| 2010 | в |                  | Live!!! Nude!!! Girls!!!                  |                          |
| 2010 | в |                  | Savanna's Anal Gangbang                   |                          |
| 2010 | в |                  | Beautiful Stranger                        |                          |
| 2010 | в |                  | Watching Savanna                          |                          |
| 2010 | в |                  | The Devil in Miss Jones: The Resurrection | Пандора                  |
| 2011 | в |                  | Teases & Pleases                          |                          |
| 2011 | в |                  | Savanna Samson Stripped                   |                          |
| 2011 | в |                  | Savanna Samson Is the Masseuse            | Мэгги                    |

| Год       |     | Русское название | Оригинальное название | Роль             |
| --------- | --- | ---------------- | --------------------- | ---------------- |
| 1997—2005 | с   |                  | Howard Stern          | играет саму себя |
| 2004      | с   |                  | Porno Valley          | играет саму себя |
| 2004      | с   |                  | The O'Reilly Factor   | играет саму себя |
| 2004      | с   |                  | Ed                    | Cocoa            |
| 2004      | док |                  | Thinking XXX          | играет саму себя |
| 2006      | с   |                  | Saturday Night Live   | играет саму себя |
| 2006      | с   |                  | The Daily Show        | играет саму себя |
| 2009      | с   | Студия 30        | 30 Rock               | порноверсия Лизы |
| 2010      | с   |                  | Rated A for Adult     | играет саму себя |
| 2012      | док |                  | 20/20                 | играет саму себя |